# تایلر نلسون
تایلر نلسون (انگلیسی: Tyler Nelson) یک تدوین‌گر سینما و تلویزیون است که فیلم‌های بلند خاطره (۲۰۱۷)، بتمن (۲۰۲۲)، کرید ۳ (۲۰۲۳) و سریال تلویزیونی شکارچی ذهن (۲۰۱۷-۲۰۱۹) را تدوین کرده‌است. نلسون برای کارگردان دیوید فینچر هم به عنوان دستیار و هم به عنوان ویراستار کار کرده‌است.
نلسون و ویلیام هوی برای فیلم بتمن نامزد جایزه زحل برای بهترین تدوین شدند.